# Операция ООН в Кот-д’Ивуаре

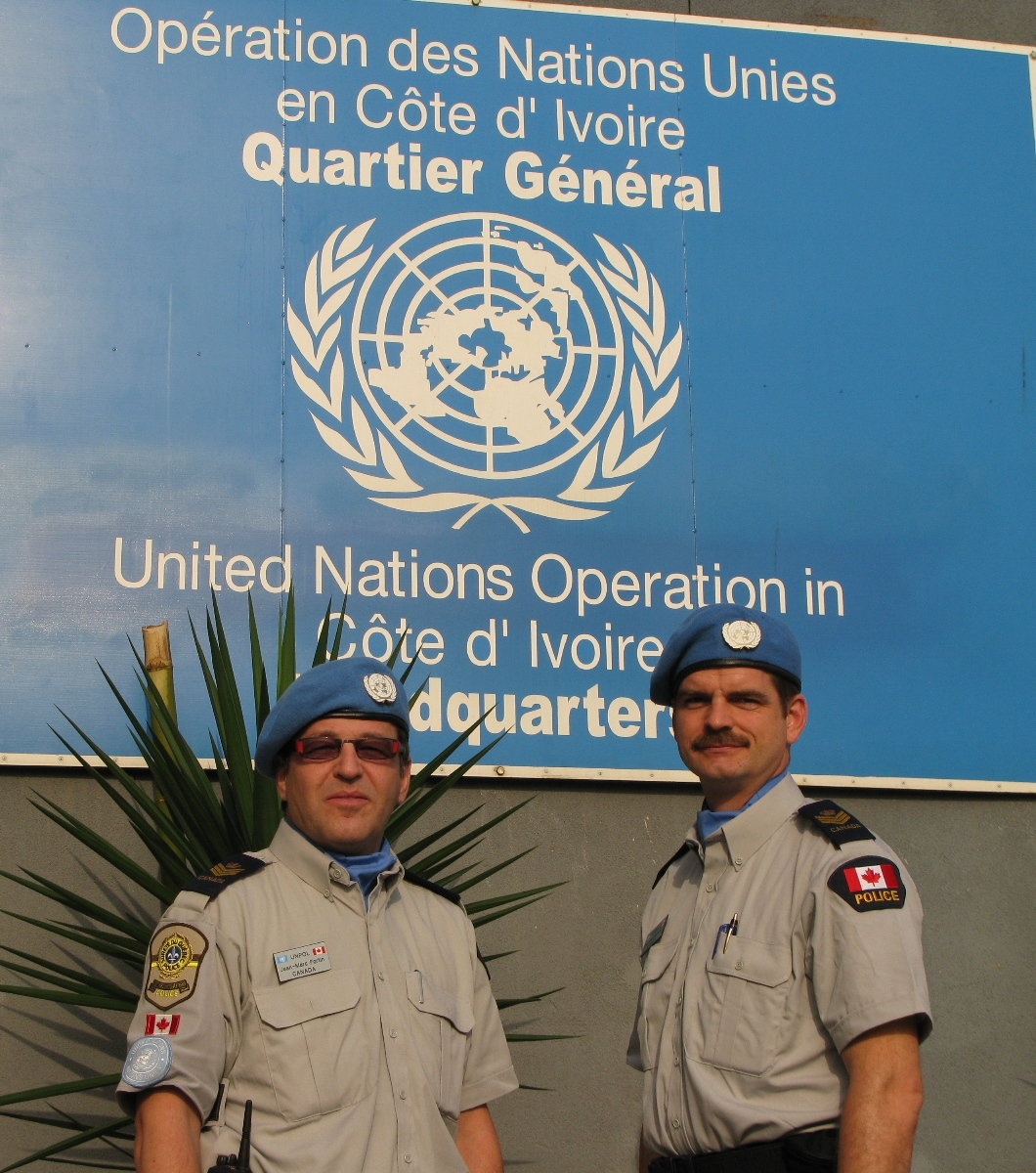
Канадские миротворцы, участвовавшие в операции.

Операция ООН в Кот-д’Ивуаре (ОООНКИ) — миротворческая операция ООН на территории Республики Кот-д’Ивуар. Ввод иностранных войск произошёл на основании резолюции 1528 СБ ООН от 27 февраля 2004.  Закончилась 30 июня 2017. Основу контингента составили силовики из стран ЭКОВАС и Франции.

## История
19 сентября 2002 года на севере Кот-д’Ивуара вспыхивает вооружённое восстание. Костяком мятежников стала группировка «Новая сила». Президент страны Лоран Гбагбо запросил военную помощь у Франции. Уже 22 сентября французские войска входят в Кот-д’Ивуар в рамках операции «Единорог». Иностранцы приостановили продвижение повстанцев, разместившись вдоль линии фронта между враждующими сторонами.
Спустя год и шесть месяцев после начала военного конфликта СБ ООН принимает резолюции, в рамках которой в стране должна разместиться миротворческая миссия. Первоначальный период операции утверждён на двенадцать месяцев, но после мандат миротворцев регулярно продлевался. Официально операция началась 4 апреля 2004 года. Было отправлено 6240 сотрудников ООН, включая 200 военных наблюдателей и 320 полицейских.
Мандат операции включал: наблюдение за вооружёнными группами и прекращением огня; программу разоружения, демобилизации, реинтеграции, репатриации и расселения; защиту персонала Организации Объединённых Наций и гражданского населения; поддержку осуществления мирного процесса; продвижение прав человека; использование потенциала общественной информации и поддержание правопорядка. Кроме того, контингенту было разрешено использовать все необходимые средства для выполнения своего мандата.
ОООНКИ завершила свою деятельность 30 июня 2017 года.

## Командующие
- Абдулайе Фолл (Сенегал): апрель 2004 г. — апрель 2006 г.
- Фернан Марсель Амуссу (Бенин): апрель 2006 г. — март 2010 г.
- Абдул Хафиз (Бангладеш): апрель 2010 г. — март 2011 г.
- Гнакуде Берена (Того): март 2011 г. — май 2012 г.
- Мухаммад Икбал Аси (Пакистан): май 2012 г. — 19 мая 2014 г.
- Хафиз Масрур Ахмед (Пакистан): 19 мая 2014 г. — 30 июня 2015 г.[6]
- Дидье Л’От (Франция): 1 июля 2015 г. — 30 июня 2017 г.[7]

## Контингент
На конец деятельности в операции было задействовано 5437 военнослужащих, 195 военных наблюдателей и 1500 полицейских, а также гражданский персонал. По состоянию на 20 октября 2011 года контингент ОООНКИ включал:
- ЮАР: 4 военных наблюдателя и 6 полицейских;
- Алжир: 76 военных наблюдателей и 2 полицейских;
- Аргентина: 3 полицейских;
- Бангладеш: 2170 военнослужащих, 13 военных наблюдателей и 358 полицейских;
- Бенин: 426 военнослужащих, 8 военных наблюдателей и 42 полицейских;
- Боливия: 3 военных наблюдателя;
- Бразилия: 3 военнослужащих и 4 военных наблюдателя;
- Бурунди: 40 полицейских;
- Камерун: 27 полицейских;
- Канада: 4 полицейских;
- Центральноафриканская Республика: 17 полицейских;
- Китай: 6 военных наблюдателей;
- Колумбия: 7 военных наблюдателей;
- Демократическая Республика Конго: 30 полицейских;
- Джибути: 40 полицейских;
- Доминиканская Республика: 3 военных наблюдателя;
- Египет: 176 военнослужащих и 2 полицейских;
- Эквадор: 1 военный наблюдатель;
- Эфиопия: 1 военный наблюдатель;
- Франция: 6 военнослужащих и 13 полицейских (ещё 700 военнослужащих задействованы в рамках операции «Единорог» );
- Габон: 2 военных наблюдателя и 1 полицейский;
- Гамбия: 3 военных наблюдателя;
- Гана: 535 военнослужащих и 6 военных наблюдателей;
- Гватемала: 5 военных наблюдателей;
- Гвинея: 3 военных наблюдателя;
- Индия: 8 военных наблюдателей;
- Ирландия: 2 военных наблюдателя;
- Иордания: 1068 военнослужащих, 8 военных наблюдателей и 461 полицейский;
- Малави: 853 военнослужащих и 3 военных наблюдателя;
- Марокко: 726 военнослужащих;
- Молдова: 4 военных наблюдателя;
- Намибия: 2 военных наблюдателя;
- Непал: 1 военнослужащий и 3 военных наблюдателя;
- Нигер: 934 военнослужащих, 7 военных наблюдателей и 34 полицейских;
- Нигерия: 1 военнослужащий и 6 военных наблюдателей;
- Оман: 5 военных наблюдателей и 1 полицейский;
- Уганда: 1 солдат и 5 военных наблюдателей;
- Пакистан: 1187 военнослужащих, 11 военных наблюдателей и 150 полицейских;
- Парагвай: 2 военнослужащих и 7 военных наблюдателей;
- Перу: 3 военных наблюдателя;
- Филиппины: 3 военнослужащих и 4 военных наблюдателя;
- Польша: 3 военных наблюдателя;
- Румыния: 6 военных наблюдателей;
- Россия: 11 военных наблюдателей;
- Сальвадор: 3 военных наблюдателя;
- Сенегал: 527 военнослужащих, 13 военных наблюдателей и 13 полицейских;
- Сербия: 3 военных наблюдателя;
- Танзания: 2 военнослужащих и 1 военный наблюдатель;
- Чад: 1 военнослужащих, 3 военных наблюдателя и 23 полицейских;
- Того: 524 военнослужащих, 7 военных наблюдателей и 7 полицейских;
- Тунис: 3 военнослужащих и 5 военных наблюдателей;
- Турция: 15 полицейских;
- Украина: 7 полицейских;
- Уругвай: 2 военных наблюдателя;
- Йемен: 1 военнослужащий, 7 военных наблюдателей и 18 полицейских;
- Замбия: 2 военных наблюдателя;
- Зимбабве: 3 военных наблюдателя.

## Потери
На 31 марта 2017 года ОООНКИ потеряла 140 человек погибшими. Самым кровопролитным периодом для миротворцев стал октябрь 2011-го, когда погибло 53 члена миссии.

## Злоупотребления
В ходе Второй Ивуарийской войны 2010—2011 годов войска миссии в открытую выступили на стороне сил Алассана Уаттара против сторонников Лорана Гбагбо. 5 апреля 2011 г. российский министр иностранных дел Сергей Лавров заявил, что Россия хочет получить объяснения, почему миротворцы ООН в Кот д’Ивуаре вступили в боевые действия в этой стране. Как заявил дипломат, они пытались разобраться в правовой стороне дела, потому что миротворцы имели мандат, который обязывал их быть нейтральными и беспристрастными.